# Primera División de baloncesto 1979-80
La temporada 1979-80 de la Liga Española de Baloncesto fue la vigésimo cuarta edición de dicha competición. La formaron 12 equipos, jugando todos contra todos a doble vuelta. El último clasificado descendía directamente. Comenzó el 7 de octubre de 1979 y finalizó el 17 de febrero de 1980. El campeón fue por vigésimo primera vez el Real Madrid CF.

## Equipos participantes
| Equipo                    | Sede              |
| ------------------------- | ----------------- |
| FC Barcelona              | Barcelona         |
| Real Madrid CF            | Madrid            |
| CB Areslux Granollers     | Granollers        |
| CN Helios                 | Zaragoza          |
| CB Miñón Valladolid       | Valladolid        |
| Club Joventut de Badalona | Badalona          |
| CB Cotonificio            | Badalona          |
| CD Manresa                | Manresa           |
| CB Estudiantes            | Madrid            |
| CB Tempus                 | Madrid            |
| CB Mollet                 | Mollet del Vallès |
| CD Basconia               | Vitoria           |

## Clasificación
| Pos. | Equipo                    | Pts. | PJ | G  | E | P  | GF   | GC   | Dif. | Clasificación o descenso             |
| ---- | ------------------------- | ---- | -- | -- | - | -- | ---- | ---- | ---- | ------------------------------------ |
| 1    | Real Madrid               | 60   | 22 | 20 | 0 | 2  | 2440 | 1954 | +486 | Clasificado para la Copa de Europa   |
| 2    | FC Barcelona              | 57   | 22 | 19 | 0 | 3  | 2303 | 1923 | +380 | Clasificado para la Recopa de Europa |
| 3    | Club Joventut de Badalona | 45   | 22 | 15 | 0 | 7  | 2022 | 1911 | +111 | Clasificado para la Copa Korać       |
| 4    | CB Cotonificio            | 40   | 22 | 13 | 1 | 8  | 2037 | 1896 | +141 | Clasificado para la Copa Korać       |
| 5    | Areslux Granollers        | 30   | 22 | 9  | 3 | 10 | 1962 | 2037 | −75  |                                      |
| 6    | Manresa EB                | 30   | 22 | 10 | 0 | 12 | 1955 | 1993 | −38  |                                      |
| 7    | CB Tempus                 | 27   | 22 | 8  | 3 | 11 | 2152 | 2203 | −51  | Clasificado para la Copa Korać       |
| 8    | CB Estudiantes            | 28   | 22 | 9  | 1 | 12 | 1864 | 1980 | −116 |                                      |
| 9    | Miñón Valladolid          | 28   | 22 | 9  | 1 | 12 | 2129 | 2263 | −134 |                                      |
| 10   | CN Helios                 | 21   | 22 | 6  | 3 | 13 | 2030 | 2157 | −127 |                                      |
| 11   | CD Basconia               | 17   | 22 | 5  | 2 | 15 | 1839 | 2031 | −192 |                                      |
| 12   | CB Mollet                 | 5    | 22 | 1  | 2 | 19 | 1871 | 2256 | −385 | Descenso                             |

 Fuente: Linguasport
| Campeón 1980 |
| ------------ |
| Real Madrid  |

## Máximos anotadores
| Pos. | Nombre          | Equipo | Puntos | Partidos | PPP  |
| ---- | --------------- | ------ | ------ | -------- | ---- |
| 1.   | Nate Davis      | VAD    | 654    | 22       | 29.7 |
| 2.   | Wayne Brabender | RMA    | 618    | 22       | 28.1 |
| 3.   | Mike Phillips   | MOL    | 557    | 22       | 27.9 |
| 4.   | Malcolm Cesare  | BAS    | 514    | 20       | 25.7 |
| 5.   | Webb Williams   | HEL    | 541    | 22       | 24.6 |
| 6.   | Larry Gibson    | EST    | 512    | 22       | 23.3 |
| 7.   | Bob Fullarton   | MAN    | 499    | 22       | 22.7 |